# Reina Mercedes
Reina Mercedes (Filipino: Bayan ng Reina Mercedes) ist eine philippinische Stadtgemeinde in der Provinz Isabela, Verwaltungsregion II, Cagayan Valley. Sie hat 26.998 Einwohner (Zensus 1. August 2015), die in 20 Barangays lebten. Sie wird als Gemeinde der vierten Einkommensklasse auf den Philippinen und als teilweise urbanisiert eingestuft.
Reina Mercedes liegt im Zentrum der Provinz. Die Gemeinde liegt am Fuß des Gebirgsmassives der Cordillera Central im Westen und der Sierra Madre im Osten, im Tal des Cagayan-Rivers. Sie liegt 379 Kilometer nördlich von Manila und ist über den Marhalika Highway erreichbar. Der nächste Flughafen liegt in Cauayan City, dieser wird von der Fluglinie Cebu Pacific viermal die Woche angeflogen. Ihre Nachbargemeinden sind Burgos im Nordwesten, Luna im Westen, Cauayan City im Süden, Naguilian im Osten, Gamu im Norden.

## Baranggays
| - Banquero - Binarsang - Cutog Grande - Cutog Pequeño - Dangan - District I - District II - Labinab Grande - Labinab Pequeño - Mallalatang Grande | - Mallalatang Tunggui - Napaccu Grande - Napaccu Pequeño - Salucong - Santiago - Santor - Sinippil - Tallungan - Turod - Villador |

## Söhne und Töchter
- Ramon B. Villena (* 1939), katholischer Geistlicher, emeritierter Bischof von Bayombong